# Ocymyrmex resekhes
Ocymyrmex resekhes är en myrart som beskrevs av Bolton och Marsh 1989. Ocymyrmex resekhes ingår i släktet Ocymyrmex och familjen myror. Inga underarter finns listade i Catalogue of Life.